# Bórax
El bórax (Na2B4O7·10H2O, borraj, borato de sodio o tetraborato de sodio) (probablemente de la palabra persa al bürah) es un compuesto importante del boro. Es el nombre comercial de la sal de boro. Es un cristal blanco y suave que se disuelve en agua; con densidad (decahidrato) de 1.73 g/cm³. Si se deja reposar al aire libre, pierde lentamente su hidratación y se convierte en tincalconita (Na2B4O7 •5 H2O). El bórax comercial generalmente se deshidrata en parte.

## Depósitos naturales
El bórax se origina de forma natural en los depósitos producidos por la evaporación continua de los lagos estacionarios. Los depósitos más importantes se encuentran cerca de Boron, California, y de otros lugares del sudoeste de Estados Unidos, en las lagunas salinas en Bolivia, el Desierto de Atacama y la zona norte de Chile, y el Tíbet. En España se encuentra en algunas zonas del sureste de España, especialmente en la provincia de Almería. El bórax también se puede sintetizar a partir de otros compuestos del boro. 

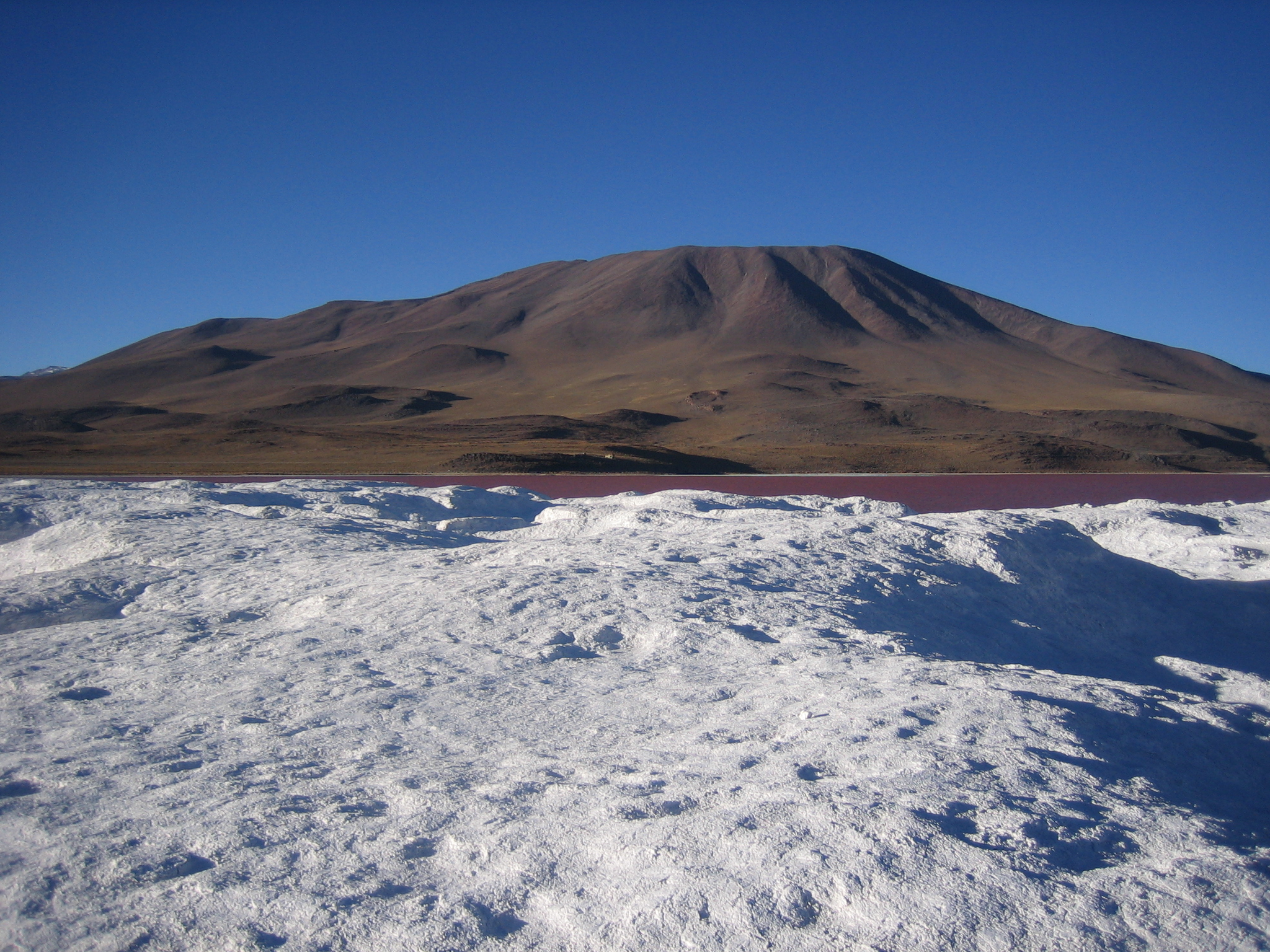
Vista de bórax acumulado en la Laguna Colorada, Bolivia.

## Usos

### Detergentes y pesticidas
El bórax se utiliza ampliamente en detergentes, suavizantes, jabones, desinfectantes y pesticidas. Además, se suele usar en la fabricación de slime, esmaltes, vidrio y cerámica. También se convierte fácilmente en ácido bórico o en borato, que tienen muchos usos.

### Como fundente
Una mezcla de cloruro de bórax y amonio se utiliza como fundente al soldar hierro y acero. Su función es bajar el punto de fusión del indeseado óxido de hierro.

### En joyería
El bórax también se utiliza en joyería mezclado con agua como fundente al soldar oro, plata, etc. Permite que el metal fundido fluya uniformemente sobre el molde, y conserva el brillo y el pulido de la pieza a soldar. Ataca ciertos tipos de piedras semipreciosas, como toda la familia de las circonitas, las cuales se destruyen al contacto con el bórax y con una alta temperatura, necesaria para fundir el metal.

### Vidrios, pinturas y soldaduras
Se usa en la manufactura de vidrios, de componentes de pinturas, de soldaduras, de preservante de maderas.
También se usa como desoxidante y como ingrediente de abonos foliares.
Además se utiliza como aditivo en la aplicación de yesos, ya que reduce considerablemente el tiempo de fraguado del mismo.

## Venta
Se expende en forma pentahidratada o decahidratada. Para uso en cerámica, se lo incluye decahidratado, para formar esmaltes alcalinos de gres y baja temperatura. Muy buenos por ser de bajo valor económico, agregándole solo arcilla, cuarzo y caolín.

## Comportamiento químico
El bórax tiene un comportamiento anfótero en solución, lo que permite regular el pH en disoluciones y productos químicos en base acuosa. La disolución de ambas sales en agua es lenta y además relativamente a baja concentración (apenas el 6 %). El bórax tiene la propiedad de disolver óxidos metálicos cuando este compuesto se fusiona con ellos. Tiene un mejor comportamiento disolutivo si el pH está entre 12 y 13, y se forman sales de BO2- en ambiente alcalino.